# Cryptothele doreyana
Cryptothele doreyana är en spindelart som beskrevs av Simon 1890. Cryptothele doreyana ingår i släktet Cryptothele och familjen Zodariidae. Inga underarter finns listade i Catalogue of Life.